# RAC Tourist Trophy 1929
Le RAC Tourist Trophy 1929 est la 8e édition de la course automobile annuelle du Royal Automobile Club d'Angleterre. Elle a eu lieu le 17 août 1929 à Belfast, en Irlande du Nord.

## Catégories et distances à parcourir
En fonction de leurs catégories respectives, les pilotes avaiant à faire un nombre différent de tours à parcourir. Celui qui parcourait en premier le total des tours qui lui est imparti remporte l'épreuve.
| Catégorie | Cylindrées    | Tours |
| --------- | ------------- | ----- |
| A         | Plus de 8,0 l | 30    |
| B         | 5,0–8,0 l     | 30    |
| C         | 3,0–5,0 l     | 30    |
| D         | 2,0–3,0 l     | 30    |
| E         | 1,5–2,0 l     | 28    |
| F         | 1,1–1,5 l     | 28    |
| G         | 0,75–1,1 l    | 27    |
| H         | 0,5–0,75 l    | 25    |

### Classement final
| Pos.  | no | Pilote                      | Voiture                  | Écurie                        | Tours | Temps / Abandon                | Catégorie      |
| ----- | -- | --------------------------- | ------------------------ | ----------------------------- | ----- | ------------------------------ | -------------- |
| 1     | 70 | Rudolf Caracciola           | Mercedes-Benz SS         | E. J. Knight                  | 30    | 5 h 37 min 40 s (117,222 km/h) | B (5,0–8,0 l)  |
| 2     | 35 | Giuseppe Campari            | Alfa Romeo 6C 1500 SStf  | F. W. Stiles                  | 28    | 5 h 39 min 48 s                | F (1,1–1,5 l)  |
| 3     | 1  | Archie Frazer Nash          | Austin Seven             | Sir Herbert Austin            | 25    | 5 h 43 min 49 s                | H (0,5–0,75 l) |
| 4     | 2  | S. V. Holbrook              | Austin Seven             | Sir Herbert Austin            | 25    | 5 h 44 min 25 s                | H (0,5–0,75 l) |
| 5     | 34 | George Eyston               | Alfa Romeo 6C 1500 SS    | F. W. Stiles                  | 28    | 5 h 46 min 36 s                | F (1,1–1,5 l)  |
| 6     | 6  | Edgar Fronteras             | Alfa Romeo 6C 1500 SS    | Privé                         | 28    | 5 h 48 min 55 s                | F (1,1–1,5 l)  |
| 7     | 33 | Attilio Marinoni            | Alfa Romeo 6C 1500 SS    | F. W. Stiles                  | 28    | 5 h 49 min 52 s                | F (1,1–1,5 l)  |
| 8     | 20 | Leon Cushman                | Alvis                    | T. G. John                    | 28    | 5 h 50 min 53 s                | F (1,1–1,5 l)  |
| 9     | 32 | Boris Ivanowski             | Alfa Romeo 6C 1500 SS    | F. W. Stiles                  | 28    | 5 h 51 min 45 s                | F (1,1–1,5 l)  |
| 10    | 21 | Maurice Harvey              | Alvis                    | T. G. John                    | 28    | 5 h 52 min 37 s                | F (1,1–1,5 l)  |
| 11    | 63 | Tim Birkin                  | Bentley Blower           | Privé                         | 30    | 5 h 52 min 37 s                | C (3,0–5,0 l)  |
| 12    | 11 | Sammy Davis                 | Riley Brooklands 9       | Victor Riley                  | 27    | 5 h 57 min 5 s                 | G (0,75–1,1 l) |
| 13    | 41 | Leonard Headlam             | Alfa Romeo 6C 1750 SS    | Privé                         | 28    | 5 h 58 min 0 s                 | E (1,5–2,0 l)  |
| 14    | 67 | T. Thistlethwayte           | Mercedes-Benz SS         | Privé                         | 30    | 6 h 0 min 6 s                  | B (5,0–8,0 l)  |
| 15    | 4  | John Donald Barnes          | Austin Seven             | Privé                         | 25    | 6 h 1 min 42 s                 | H (0,5–0,75 l) |
| 16    | 19 | Cyril Paul (de)             | Alvis                    | T. G. John                    | 28    | 6 h 3 min 54 s                 | F (1,1–1,5 l)  |
| 17    | 43 | Leslie Callingham (pl)      | Alfa Romeo 6C 1750 SS    | Earl Howe                     | 28    | 6 h 5 min 17 s                 | E (1,5–2,0 l)  |
| 18    | 3  | G. E. Caldicutt             | Austin Seven             | Sir Herbert Austin            | 25    | 6 h 7 min 25 s                 | H (0,5–0,75 l) |
| 19    | 8  | Willie Noble                | Riley Brooklands 9       | Privé                         | 27    | 6 h 9 min 38 s                 | G (0,75–1,1 l) |
| 20    | 46 | Johnny Hindmarsh            | Lagonda Z3S              | A. W. Fox                     | 28    | 6 h 11 min 17 s                | E (1,5–2,0 l)  |
| 21    | 15 | Cyril Whitcroft             | Riley Brooklands 9       | Privé                         | 27    | 6 h 14 min 48 s                | G (0,75–1,1 l) |
| 20    | 46 | Tim Rose-Richards           | Lagonda OH               | A. W. Fox                     | 27    | 6 h 23 min 59 s                | E (1,5–2,0 l)  |
| Nc.   | 54 | Albert Divo                 | Bugatti Type 43          | Ettore Bugatti                | 28    |                                | D (2,0–3,0 l)  |
| Nc.   | 56 | Caberto Conelli             | Bugatti                  | Ettore Bugatti                | 28    |                                | D (2,0–3,0 l)  |
| Nc.   | 66 | E. J. Hayes                 | Bentley 4½ Litre         | Hon Richard Norton            | 28    |                                | C (3,0–5,0 l)  |
| Nc.   | 18 | H. N. Edwards               | Lombard                  | Capt. A. G. Miller            | 26    |                                | G (0,75–1,1 l) |
| Nc.   | 42 | Dudley Benjafield           | Alfa Romeo 6C 1750 SS    | Privé                         | 26    |                                | E (1,5–2,0 l)  |
| Nc.   | 12 | Reginald Outlaw             | Riley Brooklands 9       | P. de G. Benson               | 25    |                                | G (0,75–1,1 l) |
| Nc.   | 28 | J. W. Ellison               | Lea Francis Hyper S      | Privé                         | 25    |                                | F (1,1–1,5 l)  |
| Nc.   | 58 | F. N. McDowell              | Ford                     | J. E. Coulter                 | 24    |                                | D (2,0–3,0 l)  |
| Nc.   | 59 | A. Stanley Wright           | Ford                     | J. Spence                     | 24    |                                | D (2,0–3,0 l)  |
| Dsq.  | 71 | Otto Merz                   | Mercedes-Benz SS         | M. M. Lund                    | 30    | Retrait du garde-boue          | B (5,0–8,0 l)  |
| Abd.  | 7  | V. E. Horsman               | Triumph Super 7          | Privé                         | 28    | Allumage                       | H (0,5–0,75 l) |
| Abd.  | 53 | J. F. Field                 | Bugatti Type 43          | Privé                         | 27    | Boite de vitesses              | D (2,0–3,0 l)  |
| Abd.  | 55 | William Grover-Williams     | Bugatti                  | Ettore Bugatti                | 27    | Tuyau d'huile                  | D (2,0–3,0 l)  |
| Abd.  | 14 | Edgar Maclure               | Riley Brooklands 9       | Percy Riley                   | 26    | Aile déchirée                  | G (0,75–1,1 l) |
| Abd.  | 68 | Richard Watney              | Stutz DV Bearcat         | Warwick Wright                | 26    | Feu                            | B (5,0–8,0 l)  |
| Abd.  | 52 | Earl Howe                   | Bugatti                  | Privé                         | 24    | Échappement cassé              | D (2,0–3,0 l)  |
| Abd.  | 51 | W. R. Hutchinson            | SARA                     | H. E. Plaister                | 23    |                                | E (1,5–2,0 l)  |
| Abd.  | 6  | R. W. G. Grindlay           | Triumph Super 7          | Privé                         | 20    | Accident                       | H (0,5–0,75 l) |
| Abd.  | 17 | Vernon Balls                | Amilcar                  | Privé                         | 20    | Moteur                         | G (0,75–1,1 l) |
| Abd.  | 27 | Gordon Hendy                | Lea Francis Hyper S      | Privé                         | 20    | Accident                       | F (1,1–1,5 l)  |
| Abd.  | 40 | Jack Bezzant                | Aston Martin 1½ Litre    | P. H. Turnbull                | 20    | Moteur                         | F (1,1–1,5 l)  |
| Abd.  | 49 | A. V. Wilkinson Frank Clark | OM                       | M. C. Morris                  | 20    | Accident mortel (Clark)        | E (1,5–2,0 l)  |
| Abd.  | 60 | N. Garrad                   | Arrol-Aster              | C. Clench                     | 20    | Accident                       | D (2,0–3,0 l)  |
| Abd.  | 50 | Gaston Mottet               | Austro-Daimler           | H. E. Plaister                | 19    | Moteur                         | E (1,5–2,0 l)  |
| Abd.  | 45 | Robin Jackson               | Lagonda OH               | A. W. Fox                     | 15    |                                | E (1,5–2,0 l)  |
| Abd.  | 48 | Richard Oats                | OM                       | L. C. Rawlence                | 15    | Moteur                         | E (1,5–2,0 l)  |
| Abd.  | 61 | Eddie Hall                  | Arrol-Aster              | C. Clench                     | 13    | Accident                       | D (2,0–3,0 l)  |
| Abd.  | 62 | K. Eggar                    | Austro-Daimler           | Privé                         | 13    | Valve                          | D (2,0–3,0 l)  |
| Abd.  | 23 | Sammy Newsome               | Lea Francis Hyper S      | H. H. Timberlake              | 10    | Moteur                         | F (1,1–1,5 l)  |
| Abd.  | 24 | James Shaw                  | Lea Francis Hyper S      | H. E. Tatlow                  | 10    | Moteur                         | F (1,1–1,5 l)  |
| Abd.  | 37 | Harold John Aldington       | Frazer Nash Super Sports | Privé                         | 10    | Moteur                         | F (1,1–1,5 l)  |
| Abd.  | 38 | Bobby Bowes                 | Frazer Nash Boulogne     | H. J. Aldington               | 10    | Moteur                         | F (1,1–1,5 l)  |
| Abd.  | 72 | A. B. Maconochie            | Mercedes-Benz S          | Privé                         | 10    | Panne d'essence                | B (5,0–8,0 l)  |
| Abd.  | 65 | Beris Harcourt Wood         | Bentley Blower           | H. R. S. Birkin               | 8     | Allumage                       | C (3,0–5,0 l)  |
| Abd.  | 9  | John Cobb                   | Riley Brooklands 9       | Victor Riley                  | 5     | Accident                       | G (0,75–1,1 l) |
| Abd.  | 10 | Brian Lewis                 | Riley Brooklands 9       | Victor Riley                  | 5     | Piston                         | G (0,75–1,1 l) |
| Abd.  | 16 | Tommy Horton                | Amilcar                  | Privé                         | 5     | Moteur                         | G (0,75–1,1 l) |
| Abd.  | 26 | Stanley Woods               | Lea Francis Hyper S      | Privé                         | 5     | Essieu avant                   | F (1,1–1,5 l)  |
| Abd.  | 30 | Dan Higgin                  | Lea Francis Hyper S      | Privé                         | 5     | Essieu tordu                   | F (1,1–1,5 l)  |
| Abd.  | 73 | Glen Kidston                | Bentley Speed Six        | Capt. Woolf Barnato           | 5     | Accident                       | B (5,0–8,0 l)  |
| Abd.  | 22 | Kaye Don                    | Lea Francis Hyper S      | Sir Waldrond Sinclair, K.B.E. | 2     | Piston                         | F (1,1–1,5 l)  |
| Abd.  | 64 | Bernard Rubin               | Bentley Blower           | H. R. S. Birkin               | 1     | Sortie de piste                | C (3,0–5,0 l)  |
| Np.   | 5  | William Sullivan R. G. Heyn | Austin Seven             | R. G. Heyn                    |       |                                | H (0,5–0,75 l) |
| Np.   | 25 | R. Childe D. Burcher        | Lea Francis Hyper S      | R. Childe                     |       |                                | F (1,1–1,5 l)  |
| Np.   | 29 | Kenneth Peacock             | Lea Francis Hyper S      | Privé                         |       |                                | F (1,1–1,5 l)  |
| Np.   | 39 | D. M. K. Marendaz           | Marendaz Special         | Privé                         |       |                                | F (1,1–1,5 l)  |
| Np.   | 57 | André d'Erlanger            | Bugatti                  | Ettore Bugatti                |       |                                | D (2,0–3,0 l)  |
| Np.   | 69 | Édouard Brisson             | Stutz                    | Privé                         |       |                                | B (5,0–8,0 l)  |
| Forf. | 47 | Charles Dodson              | Lagonda                  | A. W. Fox                     |       |                                | E (1,5–2,0 l)  |